# Concepció Llorente i Escarpanté
Concepció Llorente i Escarpanté (Lleida, 1867 - 1919) va ser una actriu catalana.

## Trajectòria professional
Debuta l'any 1885 al Cercle de Propietaris de Gràcia, i la temporada 1887-88 és contractada pel Teatre Romea. El seu repertori es nodrirà d'obres en castellà i en català, en les quals excel·leix com a primera actriu. El 1889 treballa al Novetats amb José Nieto, i dos anys després comença al Teatre Calvo-Vico amb la companyia liricodramàtica d'Arturo Bruxens. L'any 1894 actua al Circ Barcelonès sota la direcció de José Nieto, amb qui havia treballat anteriorment. Durant la temporada 1890-91 apareix al Teatre Principal de Gràcia amb Joaquim Garcia Parreño, i l'any següent continua en aquest teatre, sota la direcció d'Enric Guitart.
El 1897 torna al Romea amb Enric Borràs i estrena «Terra baixa» de Guimerà, en substitució de la seva primera actriu Concepció Ferrer, que deixa la companyia. Al març de 1898 treballa al Circ Espanyol i, més endavant, al setembre de 1903, al Circ Barcelonès amb Teodor Bonaplata i Enrique Giménez. Durant l'estiu de 1904 actua al Tívoli, i després al Romea (1905-1906). Durant alguns anys representa en petits teatres de la capital catalana, com l'Apolo (1906-7), Teatre Nou (1909), Teatre Arnau (1909), fins que el 1911 torna al Romea i es posa al capdavant de la companyia de declamació que inaugura la temporada amb «Mar i cel» de Guimerà.
La temporada següent la trobem al Teatre Espanya en la companyia de Luis Blanca representant obres en castellà (Esmeralda o Nuestra Señora de París de Víctor Hugo, Don Juan Tenorio de José Zorrilla...) i al maig de l'any 1912 al Teatre Euterpe de Mataró amb un repertori d'obres dels germans Quintero, Benavente, Guimerà i Rusiñol. Després es perd la seva pista a Barcelona. Va morir a l'Oceà Atlàntic, en el naufragi del vapor 'Valbanera', de camí cap a les Amèriques, a on ja hi havia anat a actuar altres vegades, especialment a Cuba.

## Actuacions destacades
- 1888, 12 de gener. En el paper de Laia a l'obra La comèdia social d'Antoni Ferrer i Codina. Estrenada al teatre Romea de Barcelona.
- 1904, 14 d'octubre. En el paper de Pepa a l'obra L'endemà de bodes de Josep Pous i Pagès. Estrenada al teatre Romea de Barcelona.
- 1905, 20 de gener. En el paper de Teresa, dona de l'hereu, 25 anys a l'obra La nit de l'amor de Santiago Rusiñol. Estrenada al teatre Romea de Barcelona.
- 1905, 14 de febrer. En el paper de Madroneta a l'obra De bon tremp de Manuel Folch i Torres. Estrenada al teatre Romea de Barcelona.
- 1905, 17 d'abril. En el paper de Munda a l'obra Sol, solet... d'Àngel Guimerà. Estrenada al teatre Romea de Barcelona.
- 1906, 27 de març. En el paper de Cristina a l'obra L'Eloi d'Àngel Guimerà. Estrenada al teatre Romea de Barcelona.